# 輔仁大学
輔仁大学（ほじんだいがく、英語: Fu Jen Catholic University、公用語表記: 輔仁大學）は、新北市新荘区中正路510号に本部を置く中華民国の教皇庁立大学。1925年創立、1927年大学設置。
大学の略称は輔大、別称は輔仁カトリック大学（天主教輔仁大學）。輔仁学派および、マスメディア内での学閥が知られている。

## 概観

### 大学全体
ローマ教皇庁直属のカトリック大学であり、カトリック修道会神言会、イエズス会および台湾司教団が合同で学校の開設、現在は輔仁大学学校財団法人が経営する大学である。語学教育に定評があり、台湾で最難関校の私立大として知られ、また最も西洋化している大学であると言われている。
台湾や中国語圏における初のローマ・カトリック系大学、台湾とバチカン市国の関係における第二トラック外交の非国家主体であり、特別な国際的影響力を持っています。聖座との関わりが深く、多くの枢機卿と大司教が学長・理事長、駐台北教皇大使は毎年恒例の大学入学式に出席する。2017年現在、12学部を擁している、総学生数 27,000人以上、海外からの留学生延べ受入数は2,000人以上である。日本の上智大学・南山大学等との姉妹関係があるほか、各国のイエズス会系校・神言会系校と提携関係がある、更にはスタンフォード大学・オックスフォード大学とのパートナーシップを持っている。
卒業生には林全（第28代行政院長、首相に相当する）、蔡清遊・羅昌発・林俊益の3人の司法官大法官（最高裁判所判事に相当する）や、魏立人（ハーバード大学教授）、郝慰民（2007年にIPCCの一員としてノーベル平和賞を受賞）がいる。また、スティーブ・チャン（トレンドマイクロの創設者）・呉明益（作家、マン・ブッカー国際賞候補）・ジョリン・ツァイ（歌手）・ニッキー・ウー（俳優）が多くの有名人やそのほか10数人の人の各国国立科学アカデミーのフェローとアメリカ大学の教授を輩出している。
輔仁の名の由来
「輔仁」の名は、『論語』顔淵編から引用した諺「君子以文会友，以友輔仁（君子は文を以て友と会し、友を以て仁を輔（たす）く）」に由来する。

### 建学の精神（校訓・理念・学是）

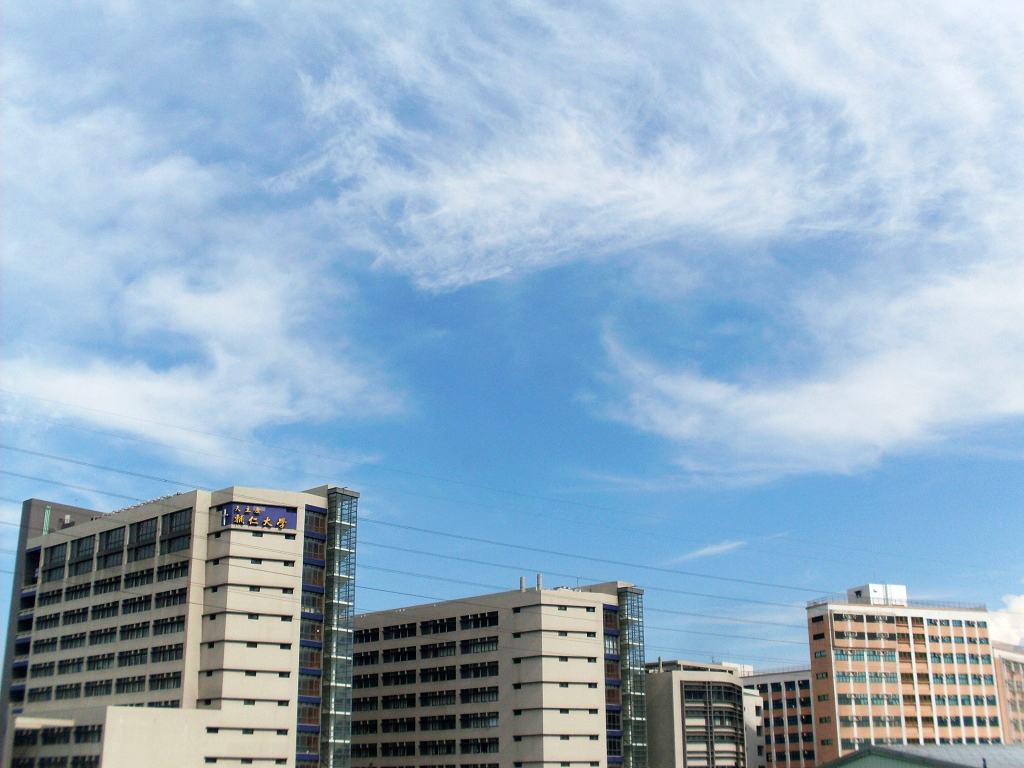
医学部・夜間部の建物を見下ろす

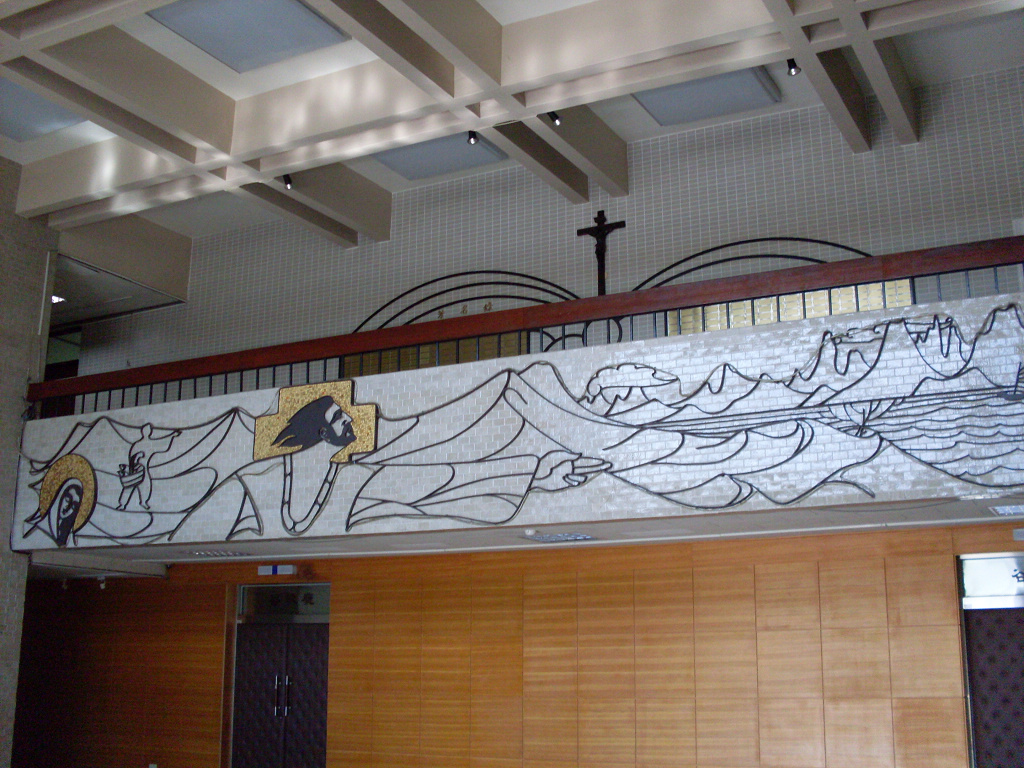
野声楼のホール

教育理念
「真、善、美、聖」の総合教育を追求する教師と学生の共同体。
中華文化とキリスト教信仰の融合への努力、
学術研究と真理の発揚への貢献、
社会のバランスのとれた発展と人類の幸福の促進を目指している。
教育目標
教育、研究、奉仕、事務の各方面で努力し、
人を知り、物事を知り、天を知る理想的な人間作りを進める。

### 教育および研究
台湾教会の最高学府とされ、代表的な研究領域は人文学、マスコミュニケーション、織物設計、法学、商学、工学、体育、教育学と臨床医学であり、特に言語学と織物設計においては台湾有数のレベルである。また管理学部はAACSB認証を受けている(台湾初)。文学部はA&HCIジャーナルを発行している（台湾唯一）。
教育レベルは、『QS世界大学ランキング』では上智大学とほぼ同等の評価を受けている。同誌の神学分野は世界トップ100位（アジア3位、台湾1位）、医学はトップ500位となっている。さらに、『タイムズ・ハイアー・エデュケーション』では総合ランキング台湾10位、同誌のインパクトランキングでは世界トップ300位（台湾5位）。輔大と台北大学はQSベスト学生都市ランキングによる新北市の代表的な大学となり、また、日本台湾交流協会は輔大を台湾の7名門大学の1校に選定した。
輔大の国際的プログラム「MGEM」は、2019年フィナンシャル・タイムズによって世界31位（台湾1位）にランク付けされている。

#### 本学における全国初の組織
中国大陸初
教養学部、家政学科、ファインアート学科、人類学科
台湾初
哲学研究科、大学出版会、神学部、言語学研究科、ドイツ語研究科、織物と衣類学部*、織物と衣類学科*、外国語学部、情報管理学科、宗教学科、スペイン語研究科、応用ファインアート学科、翻訳研究科、人間生態学部、比較文学研究科博士課程、イタリア語学科*、食品・栄養学博士課程*、学士後法律学科、カトリシズム学士学位プログラム*
台湾の私学初
体育学科、図書館学科、博物館学研究科

## 沿革

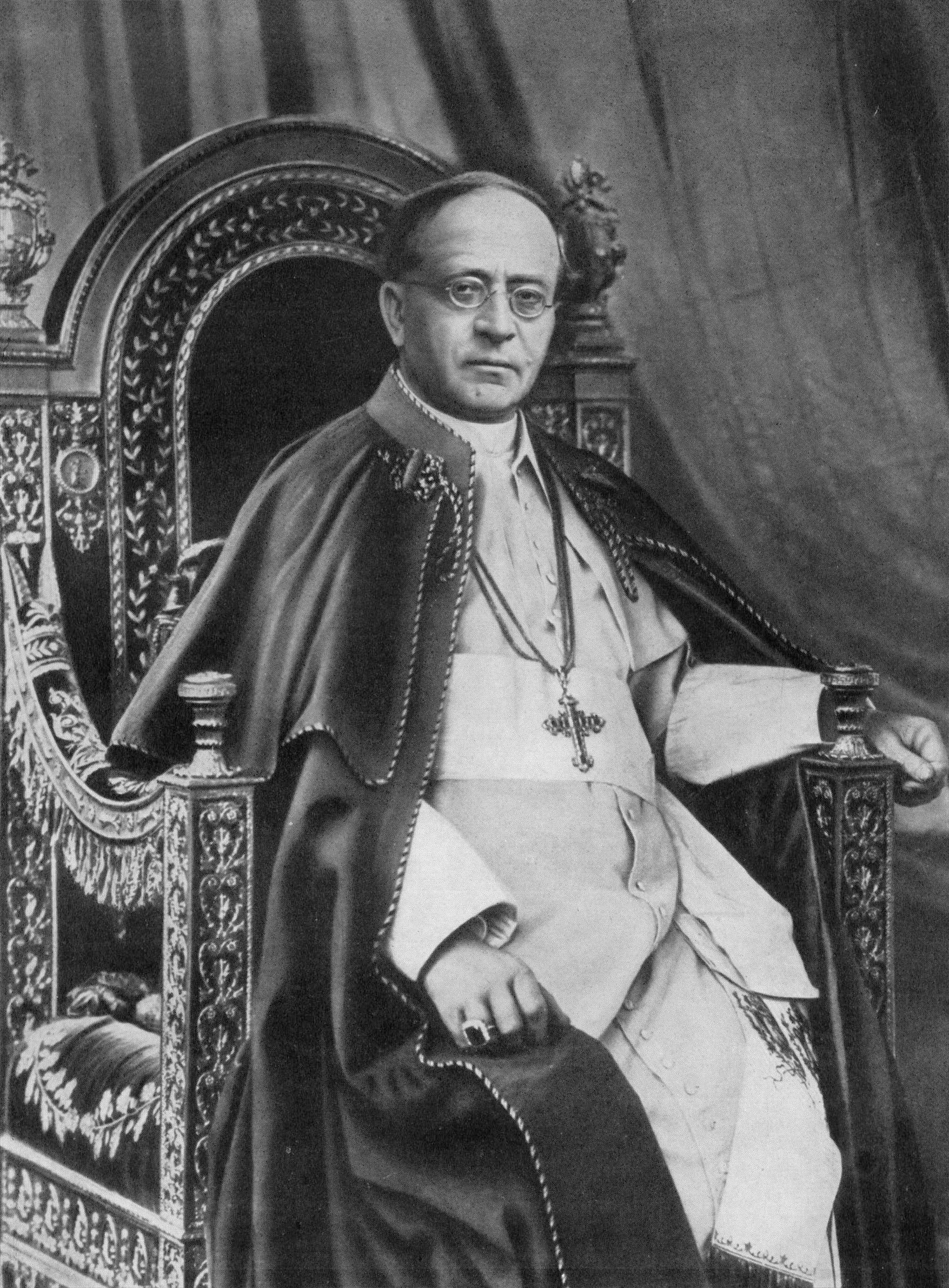
教皇ピウス11世は、大学創立を支援するために10万イタリア・リラの資金を調達した

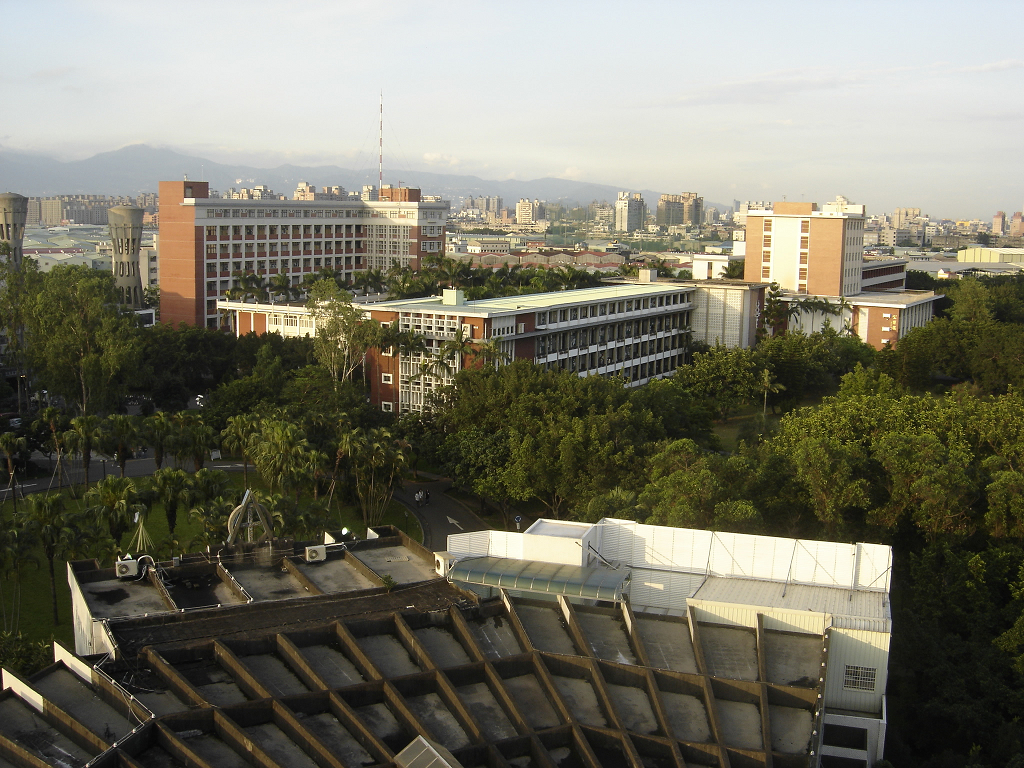
キャンパスの北東

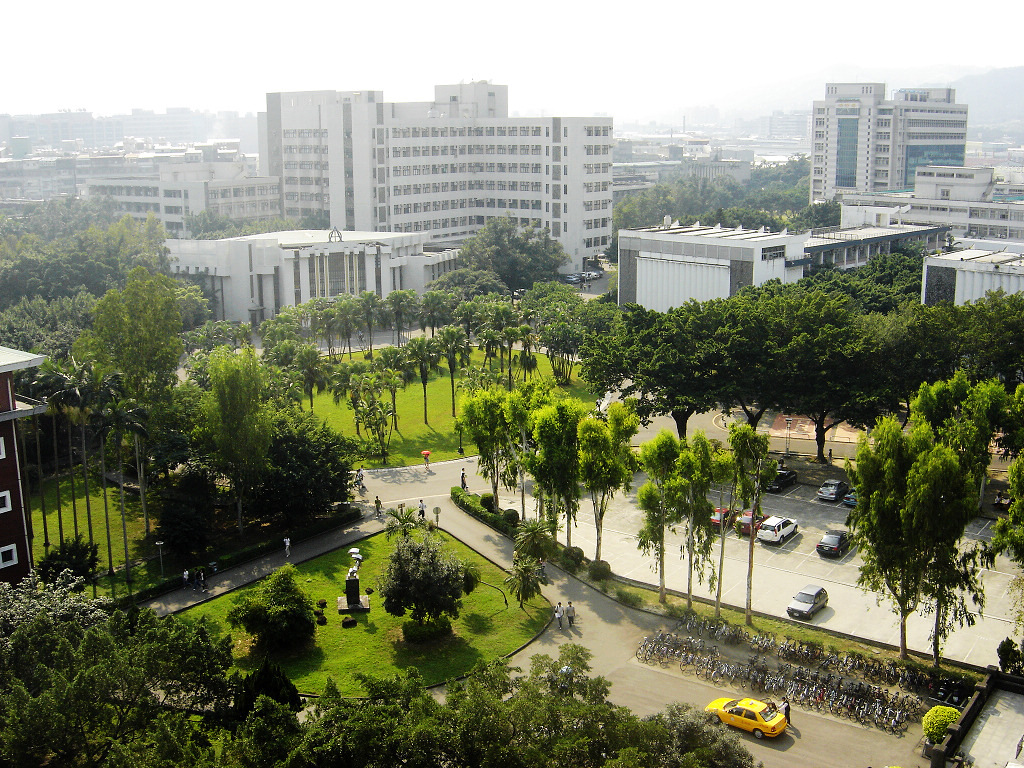
キャンパスの中央

### 略歴
輔仁大学の正式の前身は1925年に、北京でアメリカのベネディクト会員により大学予科を創設された、当時の名前は「北京公教大学附属輔仁社」。1927年に正式な学校の設立が中華民国北洋政府によって認可され、「私立北京輔仁大学」として発足した。1929年、国民政府が全国を統一してから、教育部（日本の文部科学省にあたる）で本格的な計画を始めた。中華人民共和国建国後、1952年体制の改革で、北京5大学に統合された。現在中国大陸にある旧輔仁大学の住所は「北京師範大学 北キャンパス」および「北京輔大同窓会」である。中国大陸時代の著名な卒業生に、王光美（劉少奇夫人）、劉達（清華大学の学長）、トウ昌黎（物理学者）がいる。
台湾省政府は1948年に台北の円山地域近くの土地を寄付して、輔仁大学が台湾に移転するための大学の敷地として使用することを約束したが、神言会のローマ本部はすぐにすべての活動の停止を命じた。翌年、輔大のアメリカ代表ラルフ・タイケン（Rev. Ralph Thyken, S.V.D.）、新しい名古屋カトリック大学（現在の南山大学）の設立の準備のために訪日した。聖座が正式に台湾での再建を命じるまで、輔大の歴史は約10年間中断された。
1959年にカトリック修道会神言会、イエズス会および中国司教団が合同で学校の復興に取り組み、1960年教育部の許可の下に台湾の台北県（現在の新北市）で復興。1961年哲学大学部学生募集を始め、1962年まで3学部10学科設立され、本格的に学生募集を始める。
輔仁大学は学校創立100周年を迎え、台湾で復興してからの60年間、国内と海外をあわせて約22万人の同窓生がいる。大学に隣接して、輔仁大学附属病院と輔大診療所がある。

### 大学名の変遷
| 順序 | 大学名                 | 英語                               | 期間           |
| ---- | ---------------------- | ---------------------------------- | -------------- |
| 1    | 輔仁社                 | Fu Jen Academy                     | 1913年〜1918年 |
| 2    | 輔仁社麦瑪那国学専修科 | McManus Academy of Chinese Studies | 1925年         |
| 3    | 北京公教大学附属輔仁社 | Catholic University of Peking      | 1925年〜1927年 |
| 4    | 私立北京輔仁大学       | Catholic University of Peking      | 1927年〜1929年 |
| 5    | 私立北平輔仁大学       | Catholic University of Peking      | 1929年〜1950年 |
| 6    | 国立輔仁大学           | Furen University                   | 1950年〜1952年 |
| 7    | 私立輔仁大学           | Fu Jen Catholic University         | 1960年〜       |

### 輔仁社・北京公教大学の沿革
- 1912年9月20日 - 英華、馬相伯の連名による請願書を受けて、教皇ピウス10世は北京での学校設立を認可。
- 1913年秋季 - 英華、北京静宜園に輔仁社を創設。学生募集を開始。
- 1917年夏季 - 河北省の水害により英華は災害救援に専念、輔仁社を休校する。
- 1921年12月17日 - ローマ教皇庁はイエズス会に信書を出し、中国での学校を設立・運営を指示する。
- 1923年8月7日 - Aurelius Stehle を学校開設のために派遣。
- 1925年3月26日 - 涛貝勒府を用地として永久租借。
- 1925年8月15日 - 英華によって、輔仁社を継承する形で北京公教大学の開校を届出。
- 1925年10月1日 - 2クラスの23人の生徒をもって北京公教大学の授業を開始。

### 輔仁大学（北京・北平）の沿革
- 1925年11月 - 北洋政府、北京公教大学を認可。
- 1927年2月21日 - この頃、学生は120数人まで増加。
- 1927年6月 - 第1回理事会。16日、輔仁大学への改称を議決し、当局へ届出。
- 1927年11月3日 - 北洋政府教育部、輔仁大学を認可。
- 1929年6月 - 南京国民政府教育部、輔仁大学を認可。張継、馬相伯、柯劭忞などの27人の理事からなる新理事会が成立。
- 1929年夏季 - 学生運動で、南京国民政府の弾圧を受ける。
- 1930年9月 - 新校舎竣工。西側に新たな正門を設置する。
- 1931年夏季 - 第1回の卒業生11名を送り出す。
- 1932年11月22日 - 魯迅が来校、講演『今春の2種類の感想』を行う。
- 1933年2月18日 - 世界大恐慌の影響で、運営母体をイエズス会から神言会に委譲。
- 1934年3月 - 理事会改選。張継、馬相伯、胡適などの15人から構成する新理事会が発足。
- 1935年12月9日 - 一二・九運動で大学に籍を置いていた彭涛、韓仲銓、史国定などが検挙。
- 1937年 - 日中戦争勃発。日本軍による北京占領後も、ローマ教皇庁やドイツの庇護によって授業を継続。
- 1941年12月8日 - 太平洋戦争勃発に伴い、米国籍の教員を軟禁。
- 1945年8月 - 太平洋戦争終結。国民政府、日本占領期に入学した学生の身分を保障。
- 1949年1/2月 - 人民解放軍が北京を解放、運営を中央人民政府に移管し、カトリック関係者は国外追放。
- 1952年夏休み - 北京師範大学、北京大学、中国人民大学、北京政法学院、中央財政学院の5校に分割継承されて、輔仁大学消滅。

### 輔仁大学（台北・新北）の沿革
- 1956年7月15日 - 胡適、台静農などの8人を中心に台湾同窓会を発足、大学再建に向けて活動を開始。
- 1956年10月5日 - 台湾同窓会、ローマの神言会事務総長を介して、ローマ教皇庁を大学再建の請願書を提出。
- 1959年12月 - 再建後の学長予定者として于斌枢機卿を選任。
- 1960年4月5日 - 于斌、田耕莘などの15人の理事で構成される理事会が成立。
- 1960年7月7日 - 理事会と中国主教団、イエズス会、神言会で大学の構成について合意。6学部による大学設置を目指す。
- 1961年9月 - 大学院哲学研究科を設立し、第1期の学部生として8名が入学。29日に授業を開始。
- 1963年春季 - 2月、台北県新荘鎮に校地を買収。3月、校舎の建設を開始。
- 1963年秋季 - 校舎完成に伴い一部の学部で学生募集を開始。10月21日に新入生518名を受け入れ、授業を開始。
- 1964年3月1日 - 始業式において在台復校を宣言。
- 1967年6月29日 - 再建後最初の卒業式。学部卒業生を428人、大学部卒業生を4人輩出。
- 1967年12月 - 理事会改選、宋美齢が理事長に就任。
- 1969年 - 商業学部と夜間部を増設し、校舎を増築。
- 1970年 - ローマのコロシアムの建物を模倣した中美堂が落成。
- 1978年8月 - 于斌が学長を辞職。6日に心臓病で急死し、大学構内で埋葬される。
- 1980年 - 医学部を増設。
- 1983年 - 芸術学部を増設。
- 1984年10月21日 - 王光美を会長として北京同窓会が正式に発足。
- 1992年5月 - 理事長の宋美齢が辞職し、名誉理事長に。単国璽司教（当時）が後任の理事長に就任。
- 1994年 - 民生学部（台湾初）を増設。
- 1997年 - ノーベル賞受賞者ダライ・ラマ14世が来学し布教会議（講演会）を開催するとともに、学長室で台湾省省長の宋楚瑜（台湾第2位の権力者）と会談した。[27]
- 2005年11/12月 - 開校80周年記念式典を挙行。
- 2010年 - 教養学部とマスコミュニケーション学部などを増設。
- 2012年1月5日 - 台北捷運新荘線が輔大駅まで開業
- 2013年1月17日 - カトリック香港教区の陳日君枢機卿が「輔仁大学カトリック学術研究院」の招きで来校。
- 2021年 - 日台バイオシンポジウム（2021 Japan-Taiwan Symposium）。科学技術振興機構理事長の濱口道成、京都大学総長の湊長博、奈良先端大学長の塩﨑一裕、輔仁大学学長の江漢声、国立清華大学学長の賀陳弘そしてこの4つのトップ大学の副校長、多くの学者（ノーベル賞有力候補の北川進氏を含む）が出席した。[28]

## 基礎データ

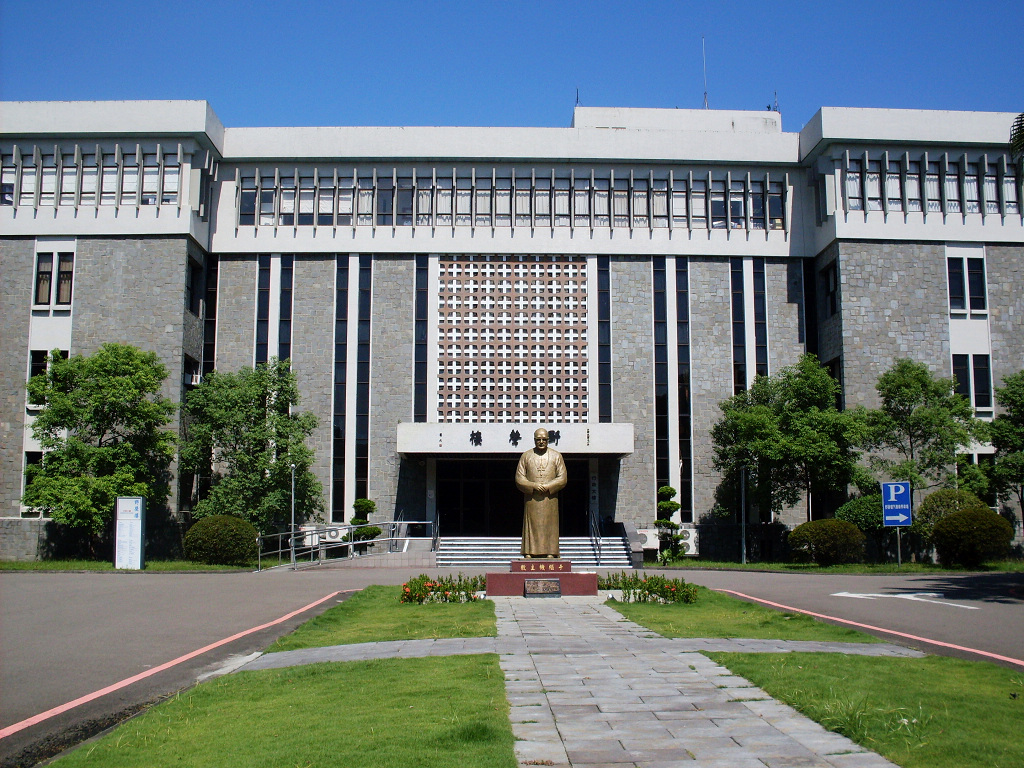
野声楼

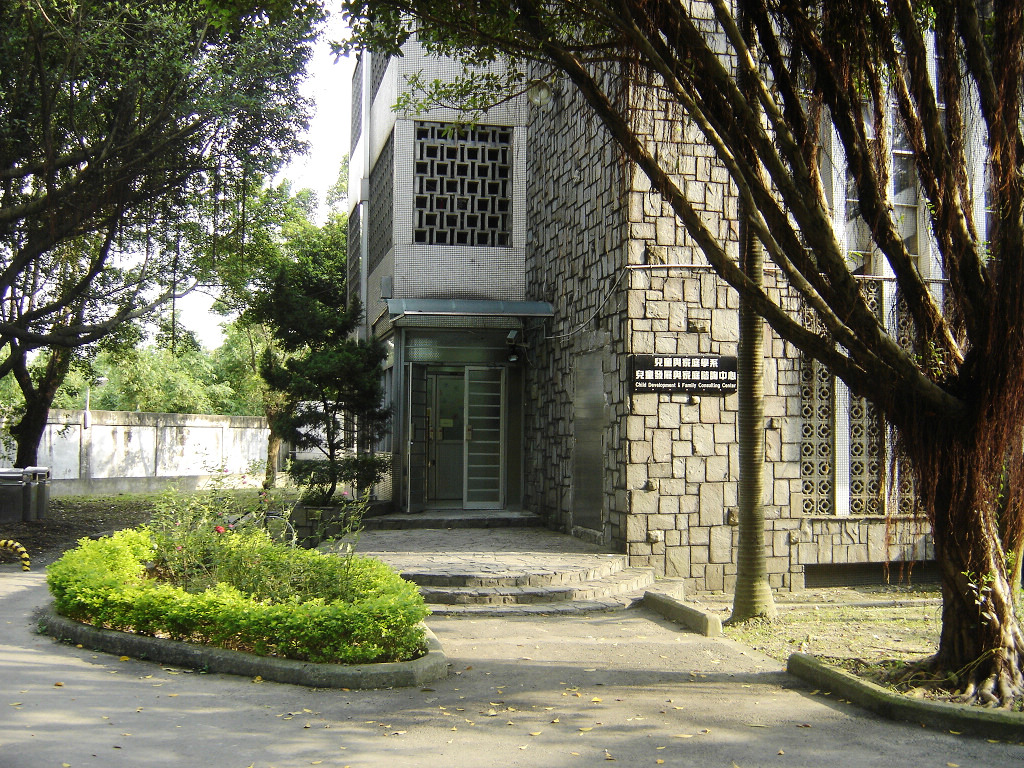
児童家庭学科

### 所在地
本部（新北市新荘区中正路510号）
台北捷運新荘線（橘線）輔大駅 1番出口

### 組織
2017年現在で計12学部を有し、修士課程42コース、博士課程11コース、夜間部では14学科および Post Bachelor コース（法律学科）があり、学生数は計2万人である。

#### 台湾司教団系
- 文学部
  - 中国文学科・研究科
  - 哲学学科・研究科
  - 歴史学科・研究科
- 芸術学部
  - 音楽学科・研究科
  - 景観デザイン学科・研究科
  - 応用美術学科・研究科
- 医学部
  - 医学科
  - 職能治療学科
  - 看護学科・研究科
  - 公共衛生学科・研究科
  - 臨床心理学科・研究科
- マスコミュニケーション学部
  - 映像コミュニケーション学科
  - 新聞コミュニケーション学科
  - 広告コミュニケーション学科
  - マス・コミュニケーション学研究科
- 教育学部
  - 体育学科・研究科
  - 図書館情報学科・研究科
  - 教育指導発展研究科

#### 神言会系
- 理工学部
  - 電子工学科・研究科
  - 情報工学科・研究科
  - 生命科学科・研究科
  - 化学科・研究科
  - 物理学科・研究科
  - 数学科・研究科
  - 心理学科・研究科
  - 応用科学工学研究科
- 外国語学部
  - 英語文学科・研究科
  - ドイツ語文学科・研究科
  - フランス語文学科・研究科
  - スペイン語文学科・研究科
  - 日本語文学科・研究科
  - イタリア語文学科
  - 比較文学研究科
  - 言語学研究科
  - 翻訳学研究科
- 人間生態学部
  - 生活応用科学科
  - 食品営養学科
  - 児童家庭学科・研究科
  - 飲食管理学科・研究科
  - 2年制流行デザイン経営学科
- 織物と衣類学部
  - 織物と衣類学科
  - 博物館学研究科
  - ブランドとファッションマネジメント修士プログラム
  - 中華衣料品文化センター

#### イエズス会系
- 法律学部
  - 法律学科・研究科
  - 財経法律学科・研究科
- 管理学部
  - 企業管理学科
  - 統計情報学科
  - 国際貿易金融学科
  - 情報管理学科・研究科
  - 会計学科・研究科
  - 金融研究科
  - 応用統計研究科
  - 管理学研究科
  - 商学研究科
- 社会科学部
  - 経済学科・研究科
  - 社会学科・研究科
  - 社会事業学科・研究科
  - 宗教学科・研究科
  - カトリシズム学士学位プログラム
- 輔仁聖ロベルト・ベラルミーノ神学院（特別な関係）

## 大学関係者

### 歴代理事長
| 区分         | 代    | 氏名   | 称号                    | 期間           |
| ------------ | ----- | ------ | ----------------------- | -------------- |
| 北京（北平） | -     | 張継   | -                       | 1929年〜1947年 |
| 台北         | 初代  | 田耕莘 | 枢機卿                  | 1960年〜1967年 |
| 台北         | 第2代 | 宋美齢 | 総統夫人 （蒋介石の妻） | 1967年〜1992年 |
| 台北         | 第3代 | 単国璽 | 司教                    | 1992年〜1993年 |
| 台北         | 第4代 | 狄剛   | 大司教                  | 1993年〜1999年 |
| 台北         | 第5代 | 単国璽 | 枢機卿                  | 1999年〜2008年 |
| 台北         | 第6代 | 王愈栄 | 司教                    | 2008年〜2009年 |
| 台北         | 第7代 | 劉振忠 | 大司教                  | 2009年〜       |

### 歴代学長
| 区分         | 代     | 氏名                    | 学問             | 期間           |
| ------------ | ------ | ----------------------- | ---------------- | -------------- |
| 北京         | 初代   | Barry O'Toole（奧図爾） | 神学者           | 1925年〜1929年 |
| 北京（北平） | 第2代  | 陳垣                    | 歴史学者         | 1929年〜1951年 |
| 台北         | 第3代  | 于斌                    | 哲学者           | 1960年〜1978年 |
| 台北         | 第4代  | 羅光                    | 哲学者           | 1978年〜1992年 |
| 台北         | 第5代  | 李振英                  | 哲学者           | 1992年〜1996年 |
| 台北         | 第6代  | 楊敦和                  | 法学者           | 1996年〜2000年 |
| 台北         | 第7代  | 李寧遠                  | 生物学者         | 2000年〜2004年 |
| 台北         | 第8代  | 黎建球                  | 哲学者           | 2004年〜2012年 |
| 台北（新北） | 第9代  | 江漢声                  | 医学者           | 2012年〜2024年 |
| 台北（新北） | 第10代 | 藍易振                  | マネジメント学者 | 2024年〜       |

### 主な出身者
輔仁大学の卒業生は世界中におり、主要な専門分野に有名人がいる。 台湾の金融、オプトエレクトロニクス、テキスタイル業界のパイオニアであるだけでなく、文学、政治、法律、コミュニケーション、芸能界、プロ野球やプロバスケットボールの分野でも重要な位置を占める。政界には、中華民国の行政院長と行政院副院長が3人、最高裁判所判事が3人、国防部長と国防部副部長が2人、多くの外交官、立法委員(国会議員)、市長、県知事、ファーストレディがいる。学術界では、ハーバード大学、エール大学、テキサスA&M大学、清華大学、台湾大学、日本の南山大学など、国内外のトップ大学の学長、副学長、教授などが含まれる。
財界には、世界屈指のトップ100大財閥の霖園グループの蔡氏家族、および新光グループの呉氏家族、両方の豪族に数人の輔仁大学出身者がいる。台新国際銀行会長の呉東亮、新光保険CEOの呉東賢、国泰不動産開発CEOの蔡辰鴻、台湾中華オリンピック委員会会長の蔡辰威など。また、世界的に有名な企業としては、トレンドマイクロの創設者スティーブ・チャン、エイサーの共同創設者葉紫華、エイサー取締役の施宣輝、Motechの共同創設者鄭福田と左元淮、フランツ・コレクションの創設者陳立恆、 そして、「台湾のイケア」特力グループの共同創設者何湯雄が含まれる。輔大経済学科卒業生の中で、羅崑泉は世界第3位の医療機器会社Johnson Health Techを設立し、チャールズ・CY・チェンは世界第11位の海運会社であるWan Hai Linesの陳氏家族の出身であり、Epistarオプトエレクトロニクスの会長である。

## キャンパスと図書館
輔仁大学のキャンパス（附属病院を含む）は40万㎡で、面積の大きさはバチカン市国や大阪大学豊中キャンパスに近い。
- 人文科学図書館（Kungpo Memorial Library, 文図）
- 自然科学・外国語・家政図書館（Schutte Memorial Library, 理図）
- 社会科学図書館（Fahy Memorial Library, 社図）
- 医学部図書館（Paul Cardinal Shan Library, 医図）
- 神学院図書館（Theology Library, 神図）

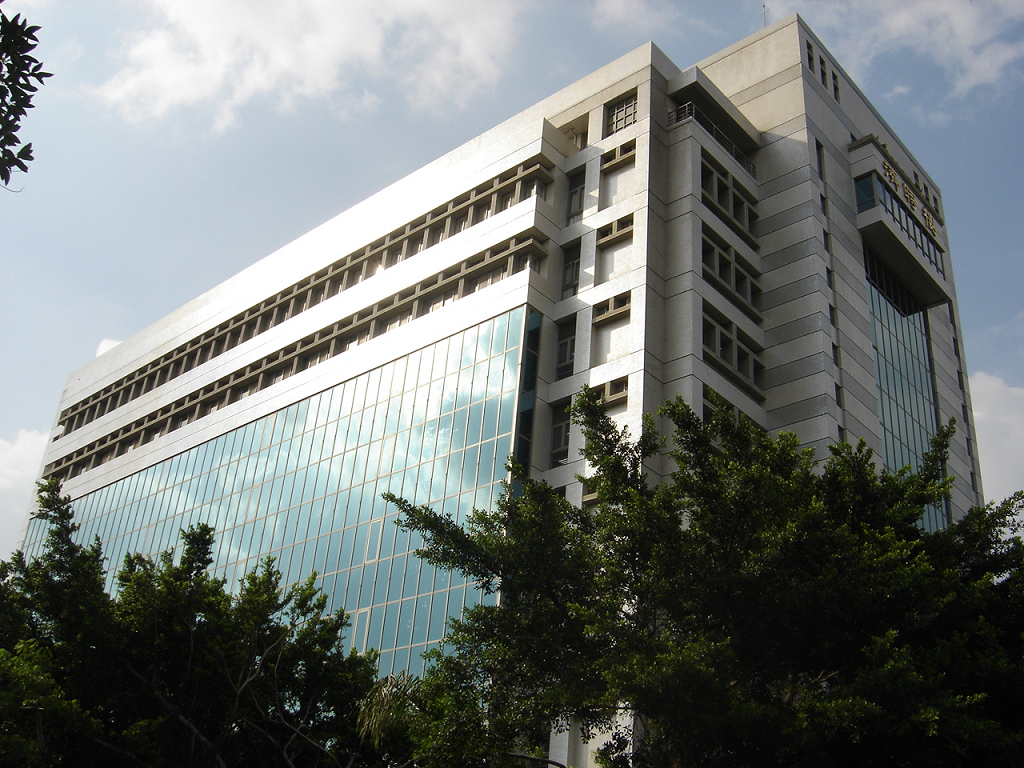
社会科学図書館
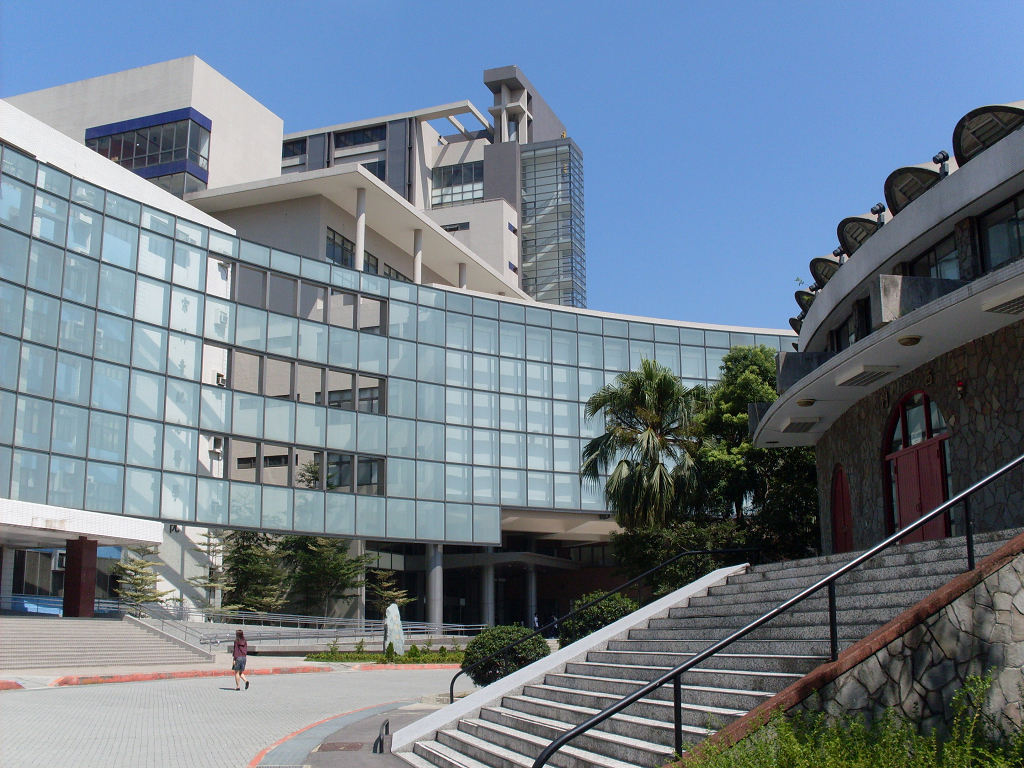
医学部図書館
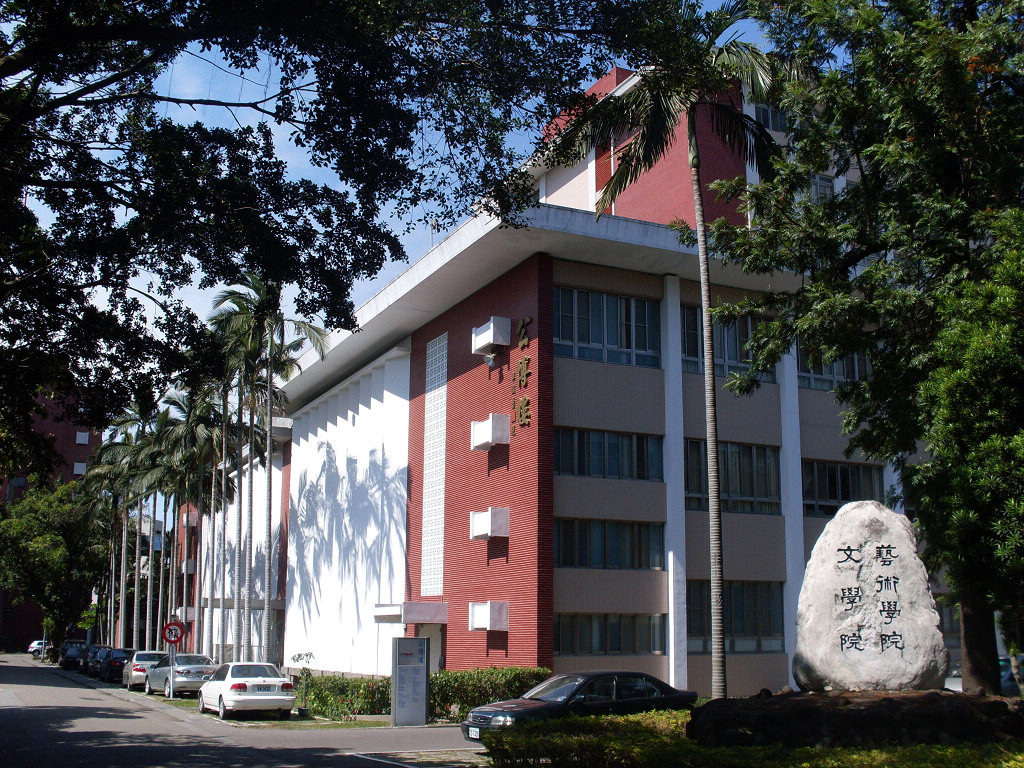
人文科学図書館
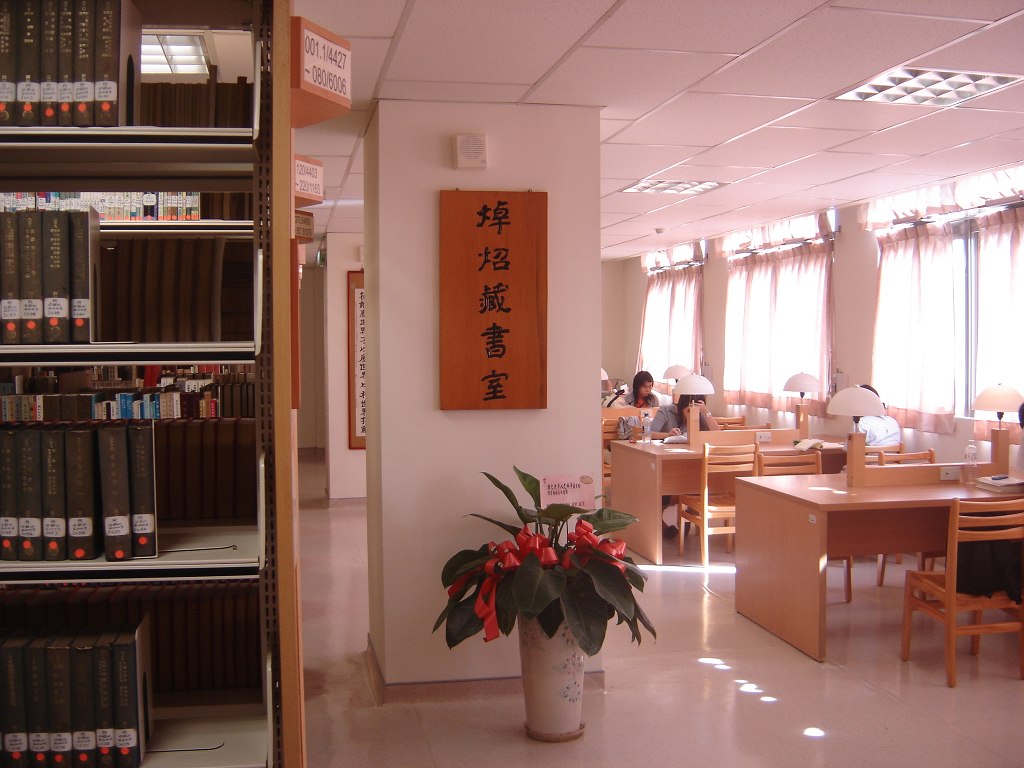
人文科学図書館
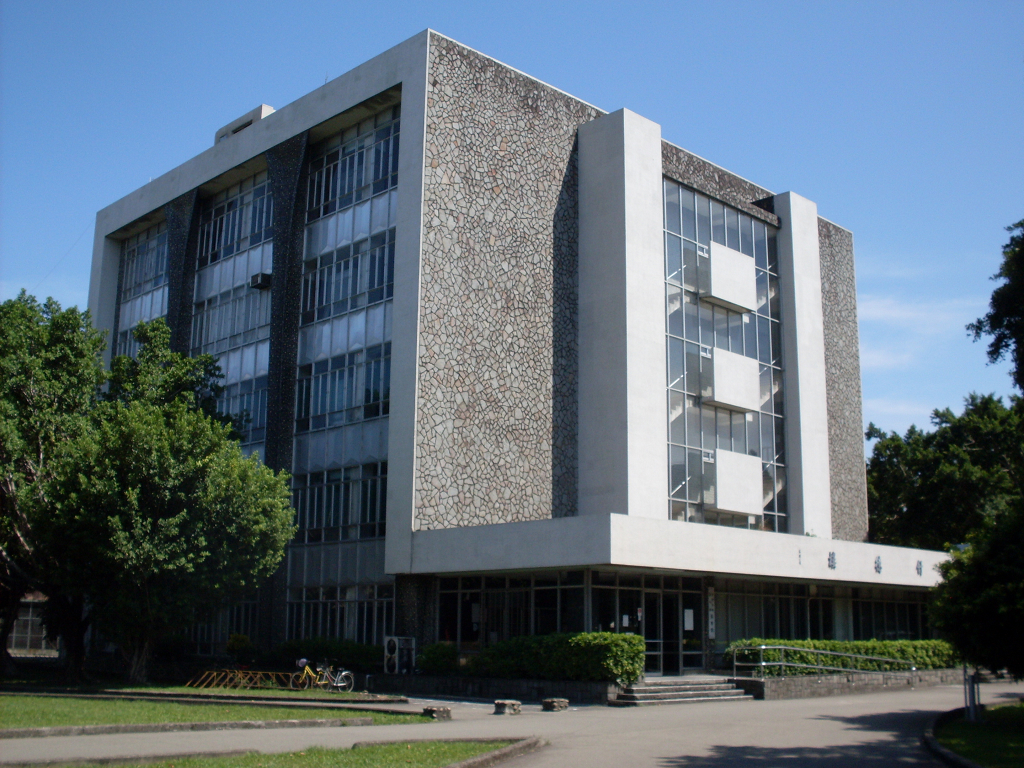
自然科学・外国語・家政図書館
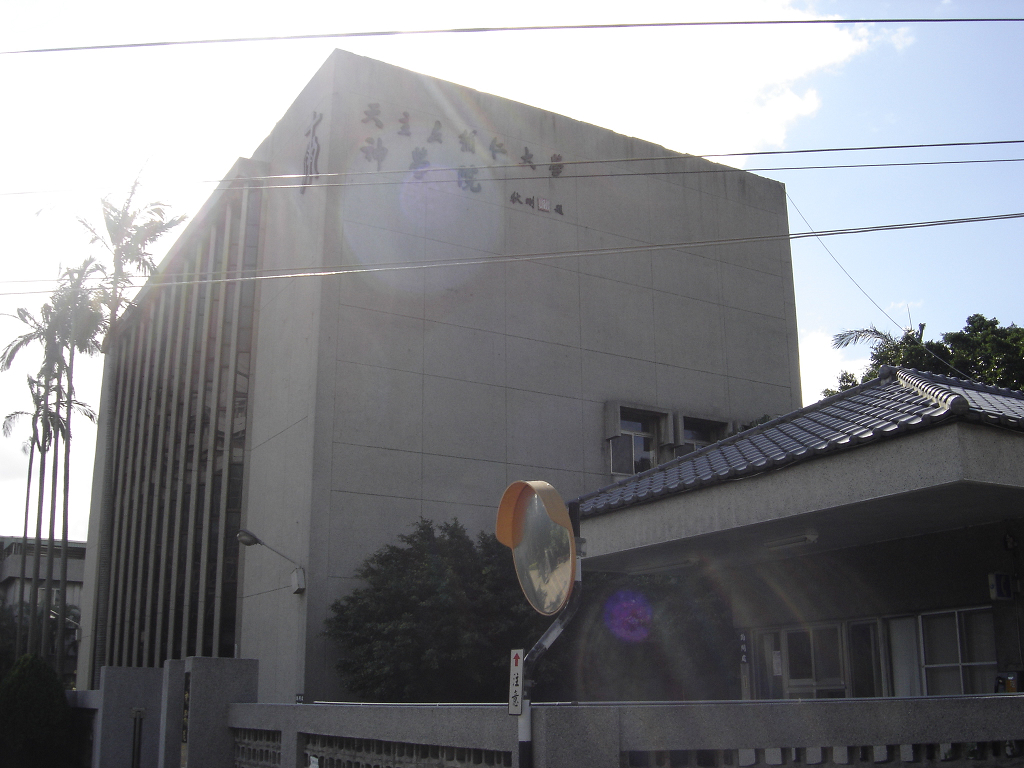
神学院図書館

## 対外関係

### 国際的な影響力
バチカン市国と神言会の権威に依存していた輔仁大学は、日中戦争中に大日本帝国に引き継がれ、支配されなかった北京で唯一の大学だった。冷戦の白色テロの時代、輔大は中国国民党政権が学務に干渉するのを防ぎ、バチカン国務省の深刻な懸念の下で学生の言論の自由を保護することができた。
輔仁大学は、国連教育科学文化機関（ユネスコ）傘下の国際カトリック大学連盟（IFCU）に属している。 アルバニア決議が1971年に発効した後、輔大は台湾で唯一、ユネスコに長い間参加し続けてきた大学である。公式の聖座と台湾の関係において、大学は両国間の実質的な交流を繰り返し促進してきた。輔大の学長の任命と解任は、聖座国務長官による問合せの問題であり、中華民国（台湾）の国連加盟国資格と比較された。大学の内部再編の問題はまた、両国の教育省と台湾駐在バチカン大使の介入に影響を及ぼした。
輔仁大学の学長または理事長は、常に中華民国総統に同行して聖座を訪問した。2005年、大学の介入により、中華民国総統の席は、米国副大統領ディック・チェイニーとドイツの首相アンゲラ・メルケルの前に、各国首脳の第1の列に配置された。2013年、大学はさらに、輔大出身者創設の企業フランツ・コレクションの製品を公式の国家の贈り物として指定し、名誉教皇ベネディクト16世と第266代ローマ教皇フランシスコに贈られた。
2011年から2015年の間に、アジア太平洋大学交流機構（UMAP）国際事務局は輔仁大学に移され、現在、UMAP台湾国内委員会事務局はまだ輔大にある。

### 姉妹校
現在までに、全世界の376校の大学と姉妹校となっており、アジア、ヨーロッパ、アメリカ、オーストラリアにまで及ぶ。「輔仁大学エリート留学奨学金」を設け、学生の海外学習やダブル学位取得を支援している。
アメリカ州
 ブラジル、 カナダ、 チリ、 グアテマラ、 ホンジュラス、 メキシコ、 ニカラグア、 パナマ、 パラグアイ、 アメリカ合衆国
ヨーロッパ
 オーストリア、 ベルギー、 チェコ、 フィンランド、 フランス、 ドイツ、 ハンガリー、 アイルランド、 イタリア、 オランダ、 ポーランド、 スペイン、 スロバキア、 スロベニア、 スウェーデン、 イギリス
アジア
 日本、 中国（北京大学、清華大学、復旦大学、上海交通大学など）、 香港、 インドネシア、 韓国、 マカオ、 マレーシア、 フィリピン、 シンガポール、 タイ、 ベトナム
オセアニア
 オーストラリア、 パプアニューギニア
アフリカ
 ブルキナファソ

### 日本との関係

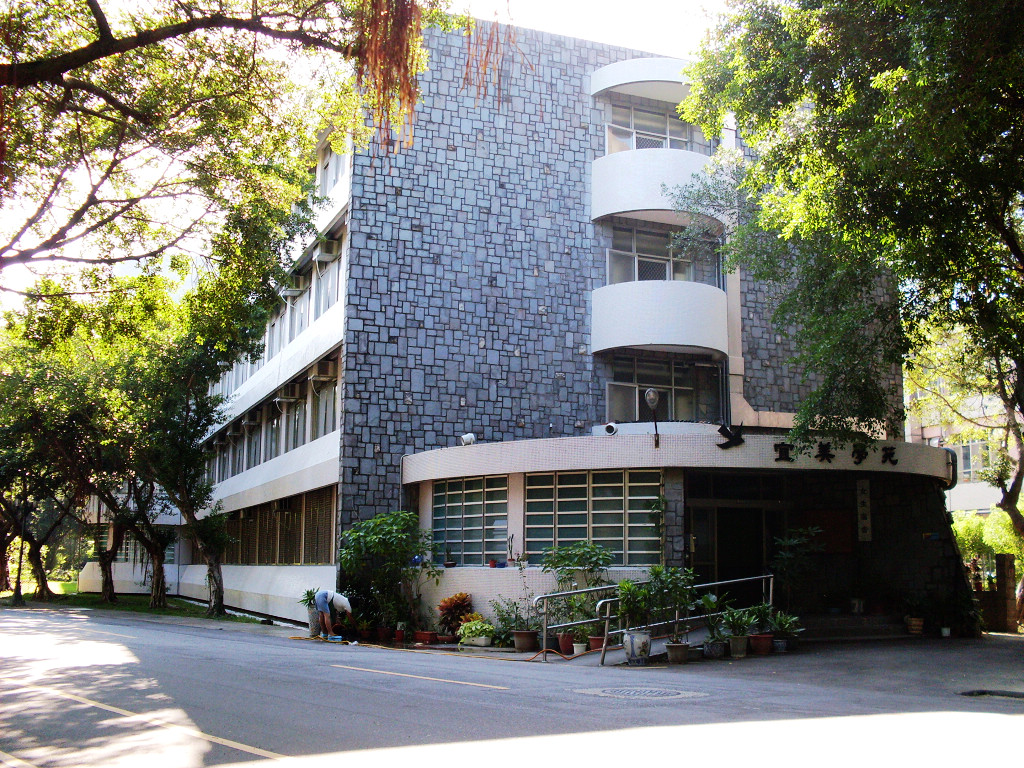
女子寮の一つ

カトリックの精神に基づく大学ということもあり、日本の姉妹校関係を締結している大学の多くもカトリック系の大学となっている。なかでも、日本のカトリック系女子大学（聖心女子大学、藤女子大学など）の姉妹校は多く、日本人交換留学生も女子学生が大半である。また、日本語学科は台湾人・日本人教員ともに東北大学出身者が多い。2011年3月現在、学生交換協定を締結している主な日本の大学は次のとおり。
- 東北大学
- 北海道大学
- 筑波大学
- 上智大学
- 南山大学
- 同志社大学
- 同志社女子大学
- 立教大学
- 金沢大学
- 岡山大学
- 首都大学東京
- 佐賀大学
- 東洋大学
- 桃山学院大学
- 法政大学
- 山形大学

### 2020年東京オリンピック
輔仁大学は2020年東京オリンピックに8人の選手を派遣し、合計4人が台湾選手団の3つのメダルを獲得した。 これには台湾のオリンピック史上6番目の金メダルが含まれている。

## 附属学校
- 基隆市・輔大聖心高級中学（Keelung Fu Jen Sacred Heart Senior High School）
- 基隆市・輔大聖心小学（Keelung Fu Jen Sacred Heart Elementary School）